# Sébrazac
Sébrazac är en kommun i departementet Aveyron i regionen Occitanien i södra Frankrike. Kommunen ligger  i kantonen Estaing som ligger i arrondissementet Rodez. År 2022 hade Sébrazac 533 invånare.

## Befolkningsutveckling
Antalet invånare i kommunen Sébrazac
Referens: INSEE